# Cis punctatissimus
Cis punctatissimus là một loài bọ cánh cứng trong họ Ciidae. Loài này được Pic miêu tả khoa học năm 1916.